# Vovnushki
O Vovnushki (em russo:  Вовнушки; em inguche:   Вӏо́внашке, transl.: Vhóvnashke, «o lugar das torres defensivas») é um complexo medieval de torres de defesa e de vigilância da Inguchétia. É um monumento único da arquitetura Inguche, parte da Reserva Estatal Histórica, Arquitetônica e Natural do Museu Dzheyrakh-Assinsky. Situado no distrito montanhoso de Dzheyrakhsky da Inguchétia moderna. As torres Vovnushki também se referem tradicionalmente às torres do clã dos inguches teip de Ozdoi. As primeiras descrições confiáveis de Vovnushki remetem ao início do século XVIII.

## Descrição
Vovnushki é um dos complexos de torres mais chamativos e exóticos entre as estruturas defensivas da antiga Inguchétia. O monumento é formado por três torres principais, duas das quais se encontram no cume de um alcantilado e uma no alcantilado oposto. As torres do complexo desde longe chamam a atenção, por sua localização no pintoresco desfiladero do rio Guloyhi, no meio de impressionantes alcantilados e cristas do Cáucaso. As torres são construídas de pedra e parecem uma extensão natural das rochas em cuja parte superior estão construídas. São edifícios de quatro andares com uma forma piramidal truncada com tetos planos e janelas estreitas. As paredes de barreira que bloqueiam o acesso às torres estão organicamente inscritas no relevo natural dos alcantilados impenetráveis.

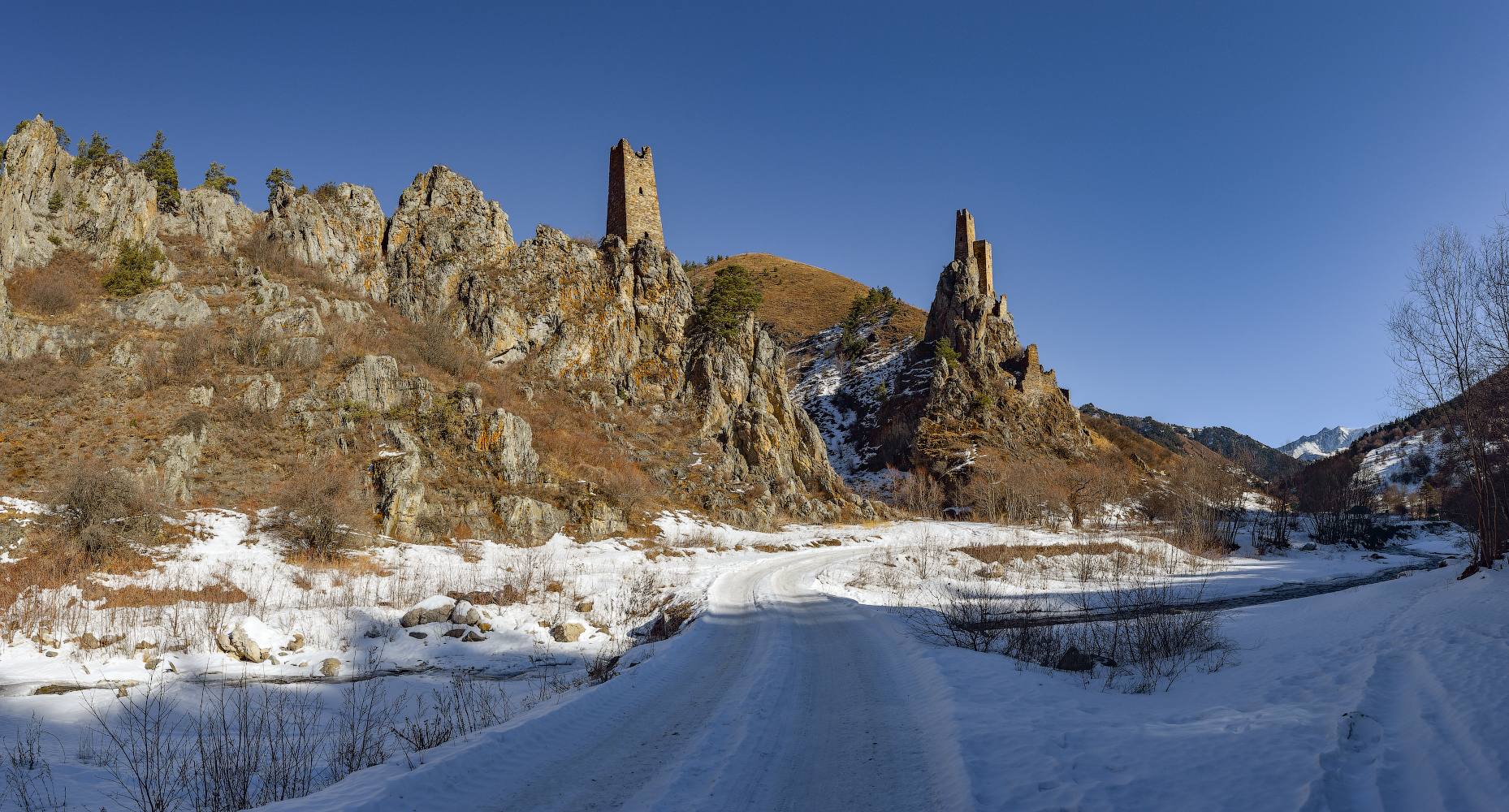
Vista geral
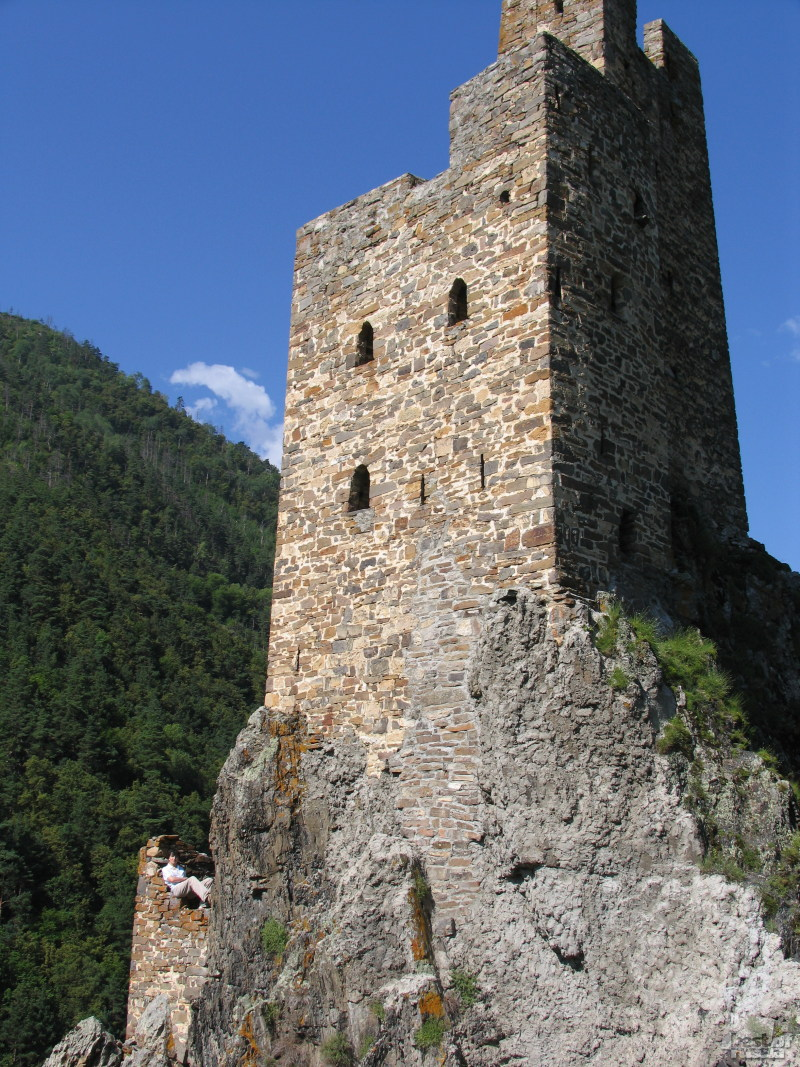
Torre do este
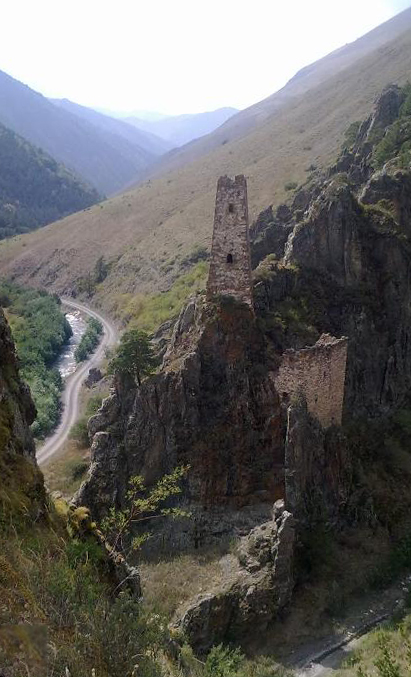
Torre do oeste
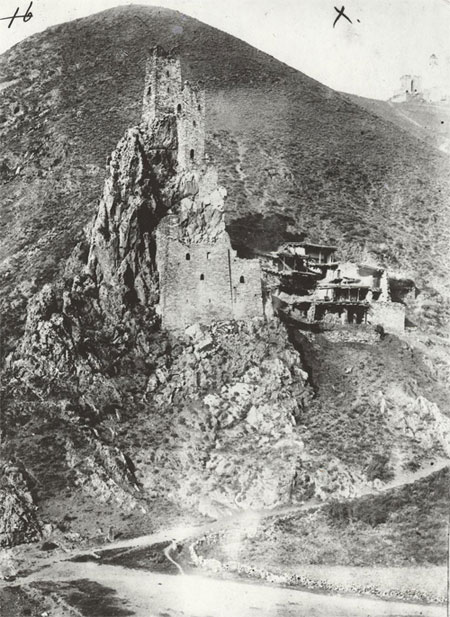
Fotografia de 1910

## História

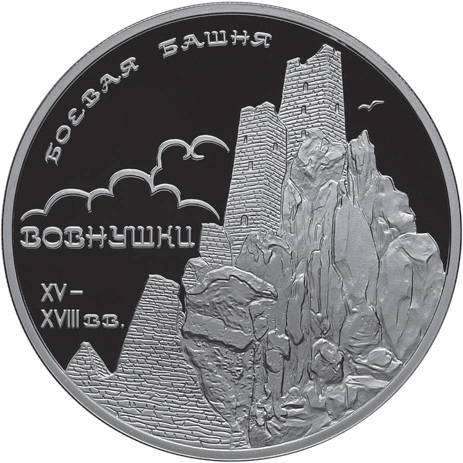
Vovnushki numa moeda conmemorativa do Banco de Rússia. Série «Monumentos da arquitetura» 2010.

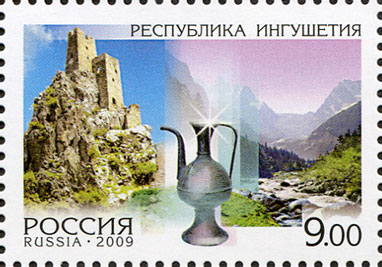
Vovnushki no selo de correios russo «República de Inguchétia», série «Regiões» 2009.

Sabe-se muito pouco sobre o momento da construção das torres do complexo Vovnushki, mas pode-se supor com confiança que a cada uma das torres foram construídas dentro de um ano, como as outras torres ancestrais dos Vainakhs. Realizar a construção da torre dentro de 365 dias considerou-se obrigatório. Se durante o ano não fosse possível terminar a construção da torre, então não se completava, sina que se desmantelava as pedras ou se deixava abandonada. O fato em sim põe um ponto de debilidade na ponta do edifício da torre. Muitas lendas estão associadas com os Warnow, mas uma delas se assemelha a uma história real: uma vez, durante um assédio das torres, uma mulher Vainakh salvou muitos bebés. Quando uma das torres foi incendiada, ela arrastou os berços com os meninos, milagrosamente conseguiu correr várias vezes ao longo da corda que ficava desde a ponte colgante destruído pelos inimigos entre as duas torres de Vovnushki.
Em 2008, o complexo de torres de Vovnushki converteu-se no finalista do projeto do concurso Sete maravilhas de Rússia', organizado pelo jornal Izvestia, o canal de televisão Rossiya 1 e a estação de Rádio Mayak.
Em 2009, a imagem do complexo da torre Vovnushki apareceu no selo russo «República de Inguchétia» na série «Regiões».
Em 2010, o Banco de Rússia, na série «Monumentos de arquitectura» de moedas conmemorativas de Rússia, emitiu uma moeda de prata com uma circulação de 10,000 cópias que representa uma das torres de vigilância do complexo Vovnushki com um valor nominal de 3 rublos e um peso de 31.1 gramas.